# Военни престъпления (сериал)
 Тази статия е за американския телевизионен сериал.  За престъпленията по време на война вижте Военно престъпление.  
„Военни престъпления“ (на английски: Navy NCIS:Naval Criminal Investigative Service) е американски полицейски драматичен телевизионен сериал, развиващ се около един измислен екип от специални агенти от Военноморската криминална следствена служба, която провежда военни криминални разследвания с участието на американския флот и морската пехота.
Премиерата му е на 23 септември 2003 г. по CBS. Към днешна дата той се излъчва в продължение на десет пълни сезона, а през 2011 г. е избран за най-любим сериал. Сериала завършва десетия си сезон като най-гледания в Съединените щати по време на телевизионния сезон 2012/13. Създател на сериала е Доналд Белисарио, а Дон Макгил е изпълнителен продуцент.
На 3 май 2020 г. сериалът е подновен за осемнайсети сезон, който започва на 17 ноември 2020.

## Сюжет
Група специални федерални агенти от Военноморски разследвания е натоварен със задачата да разследва криминални дела във всички военни отдели на армията на САЩ. Те са готови да разследват всички военни без значение от техния ранг само и единствено, за да стигнат до истината и наказването на виновниците. Начело на този екип е агент Лерой Джетро Гибс, който командва с твърда ръка своя екип като дори си позволява от време на време да нарушава вътрешните правила, за да стигне до виновника и да раздаде правосъдие. Към екипа са още агент Кейтлин Тод, която е бивш агент на Тайните служби, и Антони ДиНозо – бивш полицай от отдел „Убийства“ в Балтимор. Част от екипа също са и специалистката по съдебна медицина Аби Скиуто и д-р Доналд „Дъки“ Малард.

## Актьори
| Герой             | Актьор          | Роля                           | Сезон   | Сезон | Сезон | Сезон | Сезон | Сезон | Сезон | Сезон | Сезон | Сезон | Сезон | Сезон | Сезон | Сезон |
| Герой             | Актьор          | Роля                           | 1       | 2     | 3     | 4     | 5     | 6     | 7     | 8     | 9     | 10    | 11    | 12    | 13    | 14    |
| ----------------- | --------------- | ------------------------------ | ------- | ----- | ----- | ----- | ----- | ----- | ----- | ----- | ----- | ----- | ----- | ----- | ----- | ----- |
| Лирой Джетро Гибс | Марк Хамън      | Специален агент и шеф на екипа |         |       |       |       |       |       |       |       |       |       |       |       |       |       |
| Антъни Динозо     | Майкъл Уедърли  | Старши специален агент         |         |       |       |       |       |       |       |       |       |       |       |       |       |       |
| Кейтлин Тод       | Саша Александър | Специален агент                |         |       | Гост  |       |       |       |       | Глас  | Глас  |       |       |       |       |       |
| Зива Давид        | Кот де Пабло    | Специален агент                |         |       |       |       |       |       |       |       |       |       |       |       |       |       |
| Аби Шуто          | Поли Перет      | съдебна медицина               |         |       |       |       |       |       |       |       |       |       |       |       |       |       |
| Тимати МакГии     | Шон Мъри        | Специален агент                | гостува |       |       |       |       |       |       |       |       |       |       |       |       |       |
| Джени Шепърд      | Лорен Холи      | Директор                       |         |       |       |       |       |       |       |       | Глас  |       |       |       |       |       |
| Емили Уикершам    | Ели Бишъп       | Специален агент                |         |       |       |       |       |       |       |       |       |       |       |       |       |       |
| Леон Ванс         | Роки Каръл      | Директор                       |         |       |       |       | Гост  |       |       |       |       |       |       |       |       |       |

## Излъчени сезони
|  | 1  | 23 | 23 септември 2003 г. | 25 май 2004 г. | 11.84 | 26-о  |
|  | 2  | 23 | 28 септември 2004 г. | 24 май 2005 г. | 13.57 | 22-ро |
|  | 3  | 24 | 20 септември 2005 г. | 16 май 2006 г. | 15.27 | 16-о  |
|  | 4  | 24 | 19 септември 2006 г. | 22 май 2007 г. | 14.54 | 20-о  |
|  | 5  | 19 | 25 септември 2007 г. | 20 май 2008 г. | 14.41 | 14-о  |
|  | 6  | 25 | 23 септември 2008 г. | 19 май 2009 г. | 17.77 | 5-о   |
|  | 7  | 24 | 22 септември 2009 г. | 25 май 2010 г. | 19.33 | 4-то  |
|  | 8  | 24 | 21 септември 2010 г. | 17 май 2011 г. | 19.46 | 5-о   |
|  | 9  | 24 | 20 септември 2011 г. | 15 май 2012 г. | 19.49 | 3-то  |
|  | 10 | 24 | 25 септември 2012 г. | 14 май 2013 г. | 21.34 | 1-во  |
|  | 11 | 24 | 24 септември 2013 г. | 13 май 2014 г. | 19.77 | 3-то  |
|  | 12 | 24 | 23 септември 2014 г. | 12 май 2015 г. | 18.25 | 3-то  |
|  | 13 | 24 | 22 септември 2015 г. | 17 май 2016 г. |       |       |
|  | 14 | 24 | 20 септември 2016 г. | 16 май 2017 г. |       |       |
|  | 15 | 24 | 26 септември 2017 г. | 22 май 2018 г. |       |       |
|  | 16 | 24 | 25 септември 2018 г. | 21 май 2019 г. |       |       |
|  | 17 |    | 24 септември 2019 г. |                |       |       |

- Рейтинга се измерва в милиони и е само за САЩ.

## „Военни престъпления“ в България
В България сериалът започва да се излъчва първоначално по Нова телевизия на 30 март 2004 г., под заглавието „Военноморски специален отдел“.
Прави първо повторно излъчване по GTV. Дублажът е на Медиа Линк. Ролите се озвучават от Даниела Йорданова, Нина Гавазова, Александър Митрев, Владимир Колев и Илиян Пенев.
През 2008 г. първите три сезона започват излъчване по Diema.
След първите два сезона, премиерните излъчвания се преместват по Нова телевизия, а повторенията са по Кино Нова. Шести и седми сезон са излъчвани премиерно по Нова от 14 септември до 22 ноември 2012 г. Дванайсети, тринайсети и четиринайсети сезон остават временно неизлъчени. На 30 ноември 2020 г. започва петнайсети сезон, всеки делник от 23:30 и завършва на 4 януари 2021 г. На 5 януари започва шестнайсети сезон и приключва на 5 февруари. На 8 февруари започва седемнайсети сезон и завършва на 5 март. На 12 септември 2023 г. започва дванайсети сезон, всеки делник от 23:30. След него започва тринайсети сезон, който завършва на 16 ноември. На 17 ноември започва четиринайсети сезон.
На 21 май 2010 г. започва повторно излъчване по bTV Cinema. Дублажът е записан наново.
На 6 август 2013 г. започва повторно и по Fox Crime от първи сезон. На 18 март 2022 г. започва дванайсети сезон. В първи и втори сезон дублажът е на студио Сюжет, от трети до единайсети сезон дублажът е на Диема Вижън, а на дванайсети е на Андарта Студио.
На 3 септември 2015 г. по Диема започва премиерно осми сезон, всеки делник от 21:00. Той завършва на 8 октомври. На 9 октомври започва девети сезон. На 20 юли 2017 г. започва десети сезон, всеки делник от 21:00. След него започва единайсети сезон и завършва на 25 септември.
В първите два сезона дублажът е на студио Сюжет. Ролите се озвучават от артистите Светлана Смолева от първи до трети сезон, Мина Костова от първи до трети, Лиза Шопова в четвърти, десети и единайсети, Ани Василева от пети до девети, Нина Гавазова от дванайсети, Христина Ибришимова от четвърти, Здравко Димитров от първи до трети, Тодор Георгиев от първи до единайсети и от петнайсети до седемнайсети, Емил Емилов от четвърти до единайсети, Христо Узунов от дванайсети до четиринайсети, Димитър Иванчев от дванайсети и Стефан Сърчаджиев – Съра. В трети сезон Смолева е заместена от Юлия Станчева за около десетина епизода, а Димитров е заместен от Лъчезар Стефанов за няколко епизода. В девети сезон Христина Ибришимова е заместена от Даниела Горанова в един епизод. В дублажа на Андарта Студио ролите се озвучават от Таня Михайлова, Даринка Митова, Емил Емилов, Борис Кашев и Росен Русев.